# Serie Mundial de 1962
La Serie Mundial de 1962 fue disputada entre San Francisco Giants y New York Yankees.
Los New York Yankees resultaron ganadores al vencer en la serie por 4 partidos a 3. Esta sería la última Serie Mundial ganada por los Yankees en la década de los 60s hasta que se jugarían la Serie Mundial en 1977.

## Desarrollo

### Juego 1
| Equipo        | 1 | 2 | 3 | 4 | 5 | 6 | 7 | 8 | 9 | C | H  | E |
| ------------- | - | - | - | - | - | - | - | - | - | - | -- | - |
| New York      | 2 | 0 | 0 | 0 | 0 | 0 | 1 | 2 | 1 | 6 | 11 | 0 |
| San Francisco | 0 | 1 | 1 | 0 | 0 | 0 | 0 | 0 | 0 | 2 | 10 | 0 |

LG: Whitey Ford (1–0)  LP: Billy O'Dell (0–1)  
HRs:  NYY – Clete Boyer (1)

### Juego 2
| Equipo        | 1 | 2 | 3 | 4 | 5 | 6 | 7 | 8 | 9 | C | H | E |
| ------------- | - | - | - | - | - | - | - | - | - | - | - | - |
| New York      | 0 | 0 | 0 | 0 | 0 | 0 | 0 | 0 | 0 | 0 | 3 | 1 |
| San Francisco | 1 | 0 | 0 | 0 | 0 | 0 | 1 | 0 | X | 2 | 6 | 0 |

LG: Jack Sanford (1–0)  LP: Ralph Terry (0–1)  
HRs:  SF – Willie McCovey (1)

### Juego 3
| Equipo        | 1 | 2 | 3 | 4 | 5 | 6 | 7 | 8 | 9 | C | H | E |
| ------------- | - | - | - | - | - | - | - | - | - | - | - | - |
| San Francisco | 0 | 0 | 0 | 0 | 0 | 0 | 0 | 0 | 2 | 2 | 4 | 3 |
| New York      | 0 | 0 | 0 | 0 | 0 | 0 | 3 | 0 | X | 3 | 5 | 1 |

LG: Bill Stafford (1–0)  LP: Billy Pierce (0–1)  
HRs:  SF – Ed Bailey (1)

### Juego 4
| Equipo        | 1 | 2 | 3 | 4 | 5 | 6 | 7 | 8 | 9 | C | H | E |
| ------------- | - | - | - | - | - | - | - | - | - | - | - | - |
| San Francisco | 0 | 2 | 0 | 0 | 0 | 0 | 4 | 0 | 1 | 7 | 9 | 1 |
| New York      | 0 | 0 | 0 | 0 | 0 | 2 | 0 | 0 | 1 | 3 | 9 | 1 |

LG: Don Larsen (1–0)  LP: Jim Coates (0–1)  SV: Billy O'Dell (1)  
HRs:  SF – Tom Haller (1), Chuck Hiller (1)

### Juego 5
| Equipo        | 1 | 2 | 3 | 4 | 5 | 6 | 7 | 8 | 9 | C | H | E |
| ------------- | - | - | - | - | - | - | - | - | - | - | - | - |
| San Francisco | 0 | 0 | 1 | 0 | 1 | 0 | 0 | 0 | 1 | 3 | 8 | 2 |
| New York      | 0 | 0 | 0 | 1 | 0 | 1 | 0 | 3 | X | 5 | 6 | 0 |

LG: Ralph Terry (1–1)  LP: Jack Sanford (1–1)  
HRs:  SF – José Pagán (1)  NYY – Tom Tresh (1)

### Juego 6
| Equipo        | 1 | 2 | 3 | 4 | 5 | 6 | 7 | 8 | 9 | C | H  | E |
| ------------- | - | - | - | - | - | - | - | - | - | - | -- | - |
| New York      | 0 | 0 | 0 | 0 | 1 | 0 | 0 | 1 | 0 | 2 | 3  | 2 |
| San Francisco | 0 | 0 | 0 | 3 | 2 | 0 | 0 | 0 | X | 5 | 10 | 1 |

LG: Billy Pierce (1–1)  LP: Whitey Ford (1–1)  
HRs:  NYY – Roger Maris (1)

### Juego 7
| Equipo        | 1 | 2 | 3 | 4 | 5 | 6 | 7 | 8 | 9 | C | H | E |
| ------------- | - | - | - | - | - | - | - | - | - | - | - | - |
| New York      | 0 | 0 | 0 | 0 | 1 | 0 | 0 | 0 | 0 | 1 | 7 | 0 |
| San Francisco | 0 | 0 | 0 | 0 | 0 | 0 | 0 | 0 | 0 | 0 | 4 | 1 |

LG: Ralph Terry (2–1)  LP: Jack Sanford (1–2)  

|                                                           |
| Campeón de las Grandes Ligas New York Yankees 20.º título |